# カルソネス・ロトス

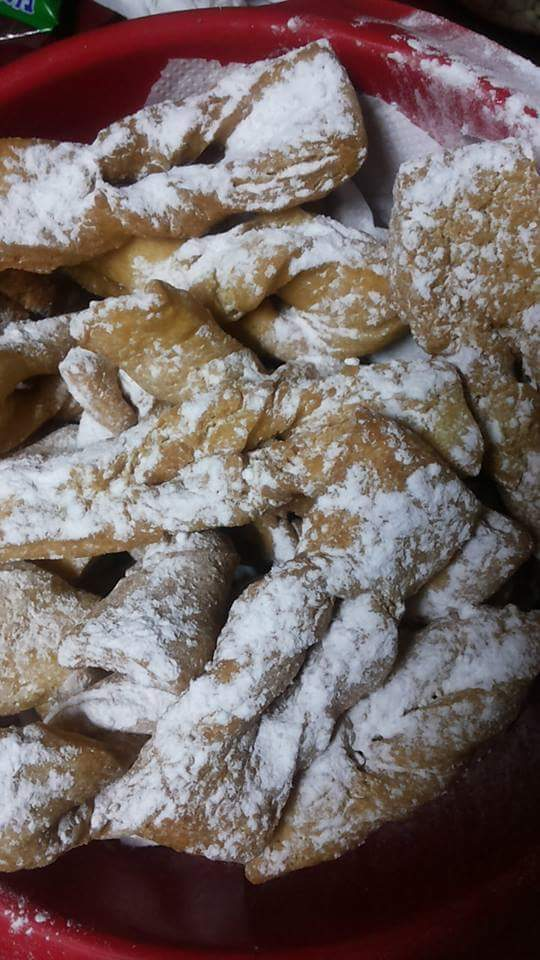
粉糖を振ったカルソネス・ロトス

カルソネス・ロトス（スペイン語: calzones rotos）は、チリの伝統的な郷土菓子。

## 由来
「カルソネス・ロトス」を日本語に直訳すると「破れた女性の下着」の意味になる。
スペイン植民地時代、サンティアゴのアルマス広場で女の子がお菓子を手売りしていた。ある吹雪の日、その女の子のスカートが突風にあおられてめくれ上がり、破れた下着が見えてしまったことから、その女の子が売っていたお菓子は「破れた女性の下着」≒「カルソネス・ロトス（Calzones Rotos）」と呼ばれるようになった。

## 作り方の例
薄力粉にベーキングパウダー、グラニュー糖、全卵、レモンの皮、牛乳を合わせて作った生地を麺棒で約1.5mmの厚さに延ばし、長さ10cm、幅3cmほどの長方形に切り分けて、中央に少し切り込みを入れる。中央の切り込みに片側を通して成形したものを油で揚げ、粉糖を振る。
牛乳とベーキングパウダーの比率が高く、生地には水分を多く含んで膨らむため、冷めても固くなりにくいのが特徴である。また、レモンの皮には油臭さを打ち消す効果がある。